# Aérospatiale SA 330 Puma

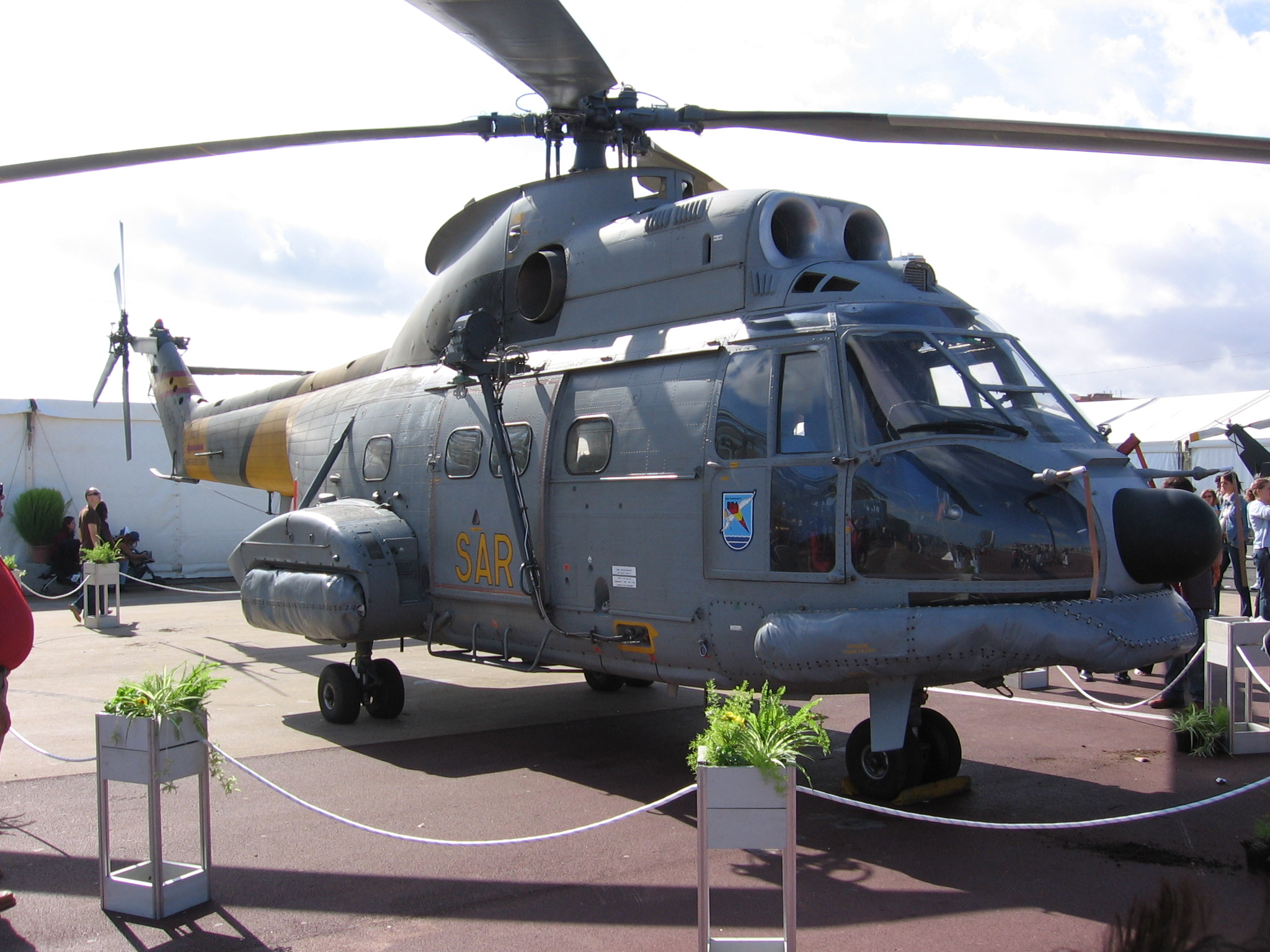
Aérospatiale Puma dell'801 Escuadrón de Fuerzas Aéreas dell'aeronautica (Ejército del Aire) spagnola, impiegato per ricerca e soccorso.

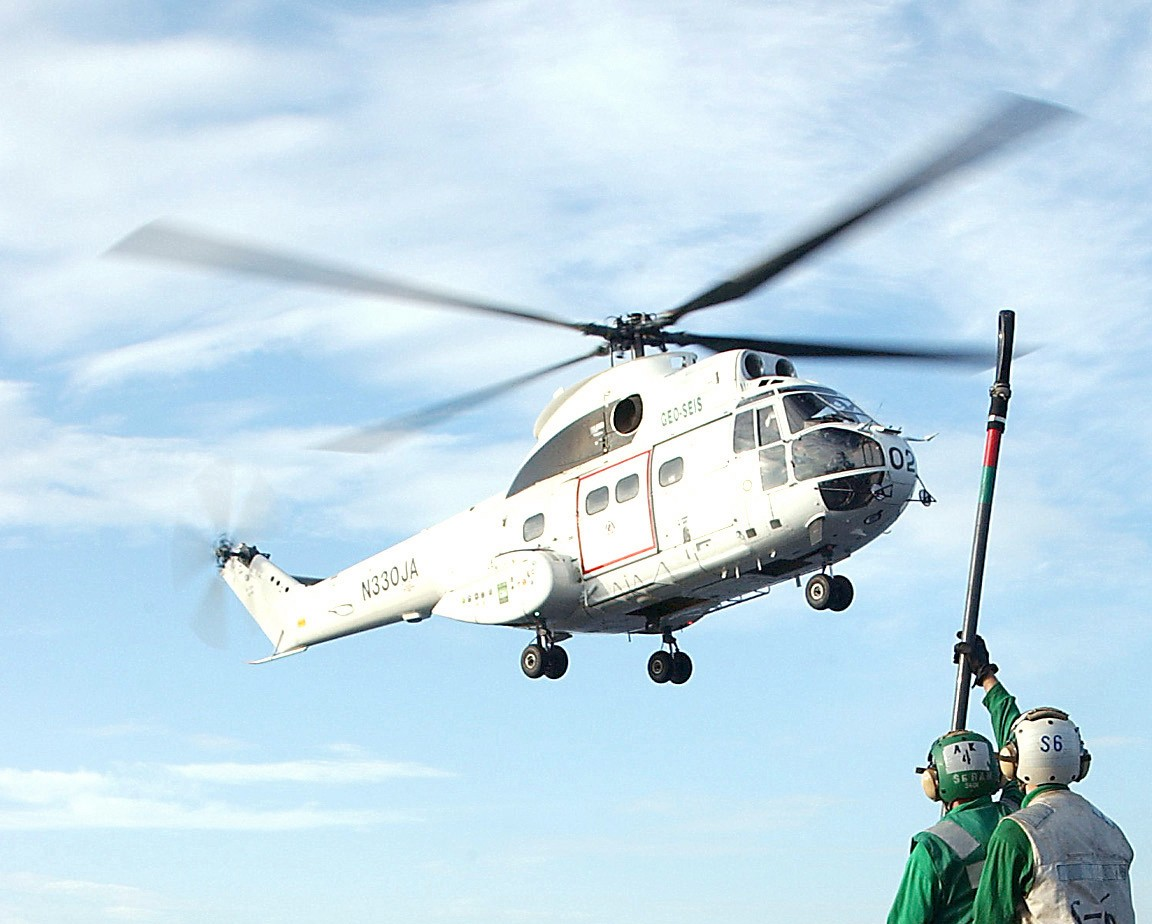
Sud Aviation - Aérospatiale SA 330J Puma immatricolato negli Stati Uniti.

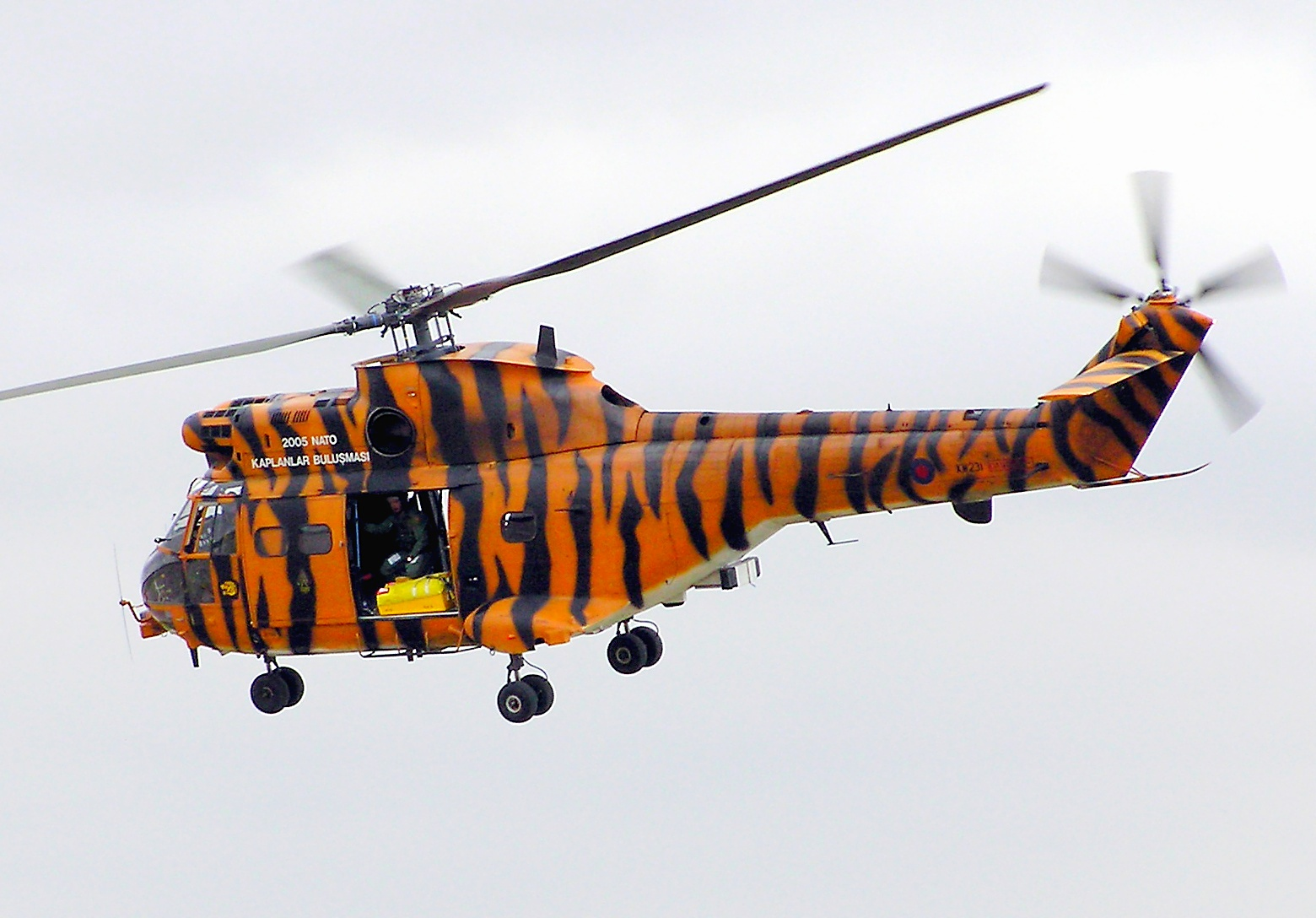
Aérospatiale Puma HC1 della Royal Air Force in colorazione tigrata celebrativa all'Air Tattoo. È la versione militare dell'SA330E Puma.

L'Aérospatiale SA 330 Puma è un elicottero biturbina medio leggero da trasporto multiruolo, dotato di un rotore a quattro pale. Fu prodotto inizialmente in Francia dalla Sud Aviation.

## Sviluppo
Il SA 330 Puma venne originariamente progettato dalla Sud Aviation su richiesta dell'esercito francese che richiedeva un elicottero da trasporto di medie dimensioni. Inoltre il nuovo apparecchio avrebbe dovuto essere in grado di operare sia di giorno sia di notte e in ogni condizione meteorologica.
Successivamente nel 1976 il Puma venne selezionato dalla Royal Air Force (RAF) dove ricevette il nome Puma HC Mk.1. Fu quindi avviato un lavoro di sviluppo del Puma tra Francia e Inghilterra e di seguito ci fu anche un accordo di coproduzione tra la ditta francese Aérospatiale e la ditta britannica Westland Aircraft, che produsse i velivoli ordinati dalla RAF.
Il primo dei sei prototipi del Puma si alzò in volo il 15 aprile 1965, mentre l'ultimo dei sei esemplari pre-serie venne consegnato il 30 luglio 1968. Il primo elicottero di serie effettuò il primo volo nel settembre del 1968 e due anni più tardi le ditte Sud Aviation, Nord Aviation e SÉREB si unirono per dare vita alla Aérospatiale. Il 25 aprile 1978 il Puma divenne il primo elicottero di fabbricazione occidentale a ricevere il certificato di idoneità per operazioni in qualsiasi condizione meteorologica, comprese quelle a basse temperature in climi polari.
Lo stesso anno venne messa a punto una versione migliorata, chiamata AS 332 Super Puma dotata di motori più potenti e maggiore capacità di trasporto.
La produzione del Puma continuò fino nel 1987 quando fu sostituita completamente dalla produzione di Super Puma. Complessivamente dal 1968 fino al 1987 furono costruiti oltre 697 esemplari.
La versione militare del Super Puma è chiamata AS 532 Cougar ed è dotata di motori ulteriormente potenziati e con miglioramenti all'avionica e impiantistica in generale.
L'ultima versione (civile) in produzione è la EC 225 (secondo la nuova nomenclatura di Eurocopter), l'equivalente versione militare è la EC725 Caracal.
Eletto nel 1998 "Elicottero più brutto della storia" dalla rivista Aeronautica & difesa.

## Versioni

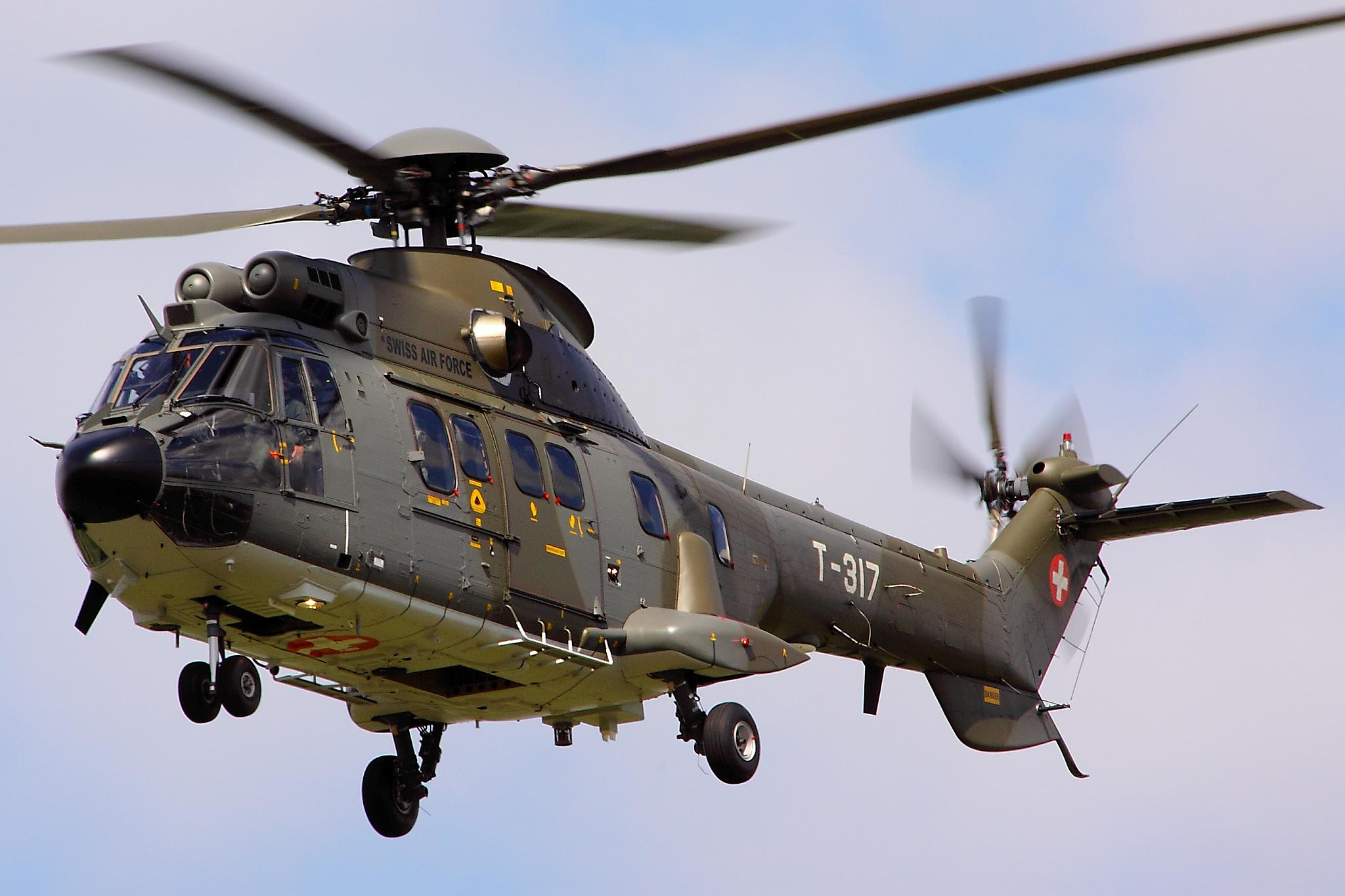
Un AS.532 Cougar.

- Sud Aviation SA.330 Puma (versioni civile e militare)
- Aérospatiale SA 330L Puma (versione militare aggiornata per adeguarsi alle condizioni hot and high)
- Aérospatiale AS.332 Super Puma (versione civile)
- Aérospatiale AS.532 Cougar (versione militare dell'AS.332 Super Puma)
- Eurocopter EC225 Super Puma (versione civile)
- Eurocopter EC725 Caracal (versione militare dell'EC225 Super Puma)
- Atlas Oryx (versione costruita dalla sudafricana Atlas Aircraft Corporation)
- IAR 330 (versione costruita dalla rumena Industria Aeronautică Română)

## Utilizzatori

### Civili
Canada
- Coldstream Helicopters

vedi Eurocopter AS 332L1 Super Puma

### Governativi
Argentina
- Prefectura Naval Argentina

3 SA330L ricevuti nel 1980 per missioni di ricerca e soccorso. Uno cadde nelle mani degli inglesi nella Guerra delle Falkland ed incorporato successivamente nella RAF. Un quarto esemplare venne consegnato di seconda mano dalla Germania nel 2006. Gli ultimi esemplari furono ritirati nel 2015.
vedi anche Airbus H225
 Belgio (polizia)
 Georgia
- Polizia di frontiera georgiana

vedi AS332L1 Super Puma
 Germania
- Bundespolizei

vedi Eurocopter AS 332L1 Super Puma e Airbus H225
 Giappone
- Agenzia nazionale di polizia (Giappone)

vedi Airbus H215

### Militari
Albania
- Forca Ajrore

vedi Eurocopter AS532 Cougar
 Argentina
- Ejército Argentino

vedi Eurocopter AS 332B Super Puma
 Benin
- Force Aérienne Populaire de Benin

vedi Eurocopter AS 332M-1 Super Puma
 Bolivia
- Fuerza Aérea Boliviana

vedi Eurocopter AS 332C-1 Super Puma
 Brasile
- Aviação do Exército Brasileiro

vedi Eurocopter AS 532 Cougar
- Força Aérea Brasileira

vedi Eurocopter AS332 Super Puma
 Cambogia
 Ciad
- Force Aérienne Tchadienne

2 SA 330B consegnati e tutti in servizio al marzo 2018.
 Camerun
- Armée de l'Air du Cameroun

vedi Eurocopter AS 332
 Cile
- Armada de Chile

vedi Eurocopter AS 332
- Ejército de Chile

vedi Eurocopter AS 532AL
 Cina
- Zhongguo Renmin Jiefangjun Kongjun

vedi Eurocopter AS 332
 RD del Congo
- Force Aérienne du Congo

14 tra SA 330C e SA 330L consegnati, 10 in servizio all'ottobre 2018.
 Corea del Sud
- Daehan Minguk Gonggun

vedi Eurocopter AS 332L
 Costa d'Avorio
- Force Aérienne de la Côte d'Ivoire

vedi IAR 330
 Ecuador
- Ejército Ecuatoriano

5 SA 330C ricevuti a partire dal 1978, e successivamente aggiornati alla versione SA 330L.
vedi anche AS 332B Super Puma e Airbus H225
 Emirati Arabi Uniti
vedi IAR 330L
 Etiopia
 Filippine
- Hukbong Himpapawid ng Pilipinas

1 SA 330L consegnato ed in servizio al febbraio 2020.
 Francia
- Armée de terre
  - Le 1er régiment d'hélicoptères de combat (1er RHC) di Phalsbourg (Puma e Cougar)
  - Le 3e régiment d'hélicoptères de combat (3e RHC) di Étain (Puma)
  - Le 5e régiment d'hélicoptères de combat (5e RHC) di Pau (Puma e Cougar)
  - Le 4e régiment d'hélicoptères des forces spéciales (4e RHFS) di Pau (Caracal, Puma e Cougar)
  - L'école de l'aviation légère de l'armée de Terre (EALAT) di Le Cannet des Maures (Puma)
- Marine nationale/Aéronautique navale
  - Le Flottille 32F di Lanvéoc-Poulmic (EC225 e Caracal)
- Armée de l'air

Circa 20 SA 330B in servizio al novembre 2019.
vedi Eurocopter AS 332C/L
- - L'Escadron d'hélicoptères 1/67 Pyrénées di Cazaux (Puma e Caracal)
  - L'Escadron d'hélicoptères 6/67 Solenzara di Solenzara (Super Puma)
  - L'Escadron de transport, d'entraînement et de calibration di Vélizy-Villacoublay (Cougar)

 Gabon
- Armée de l'air gabonaise

1 SA 330C e 4 SA 330H consegnati.
vedi AS 332L1
 Gambia
 Germania
- Luftwaffe

vedi Eurocopter AS 532U2 Cougar
 Giappone
- Rikujō Jieitai

vedi Eurocopter AS 332L1
 Giordania
- Al-Quwwat al-Jawwiyya al-malikiyya al-Urdunniyya

vedi Eurocopter AS 332M-1
 Grecia
- Polemikí Aeroporía

vedi Eurocopter AS 332C-1
 Guinea1 elicottero
 Indonesia
- Tentara Nasional Indonesia Angkatan Udara

11 SA 330J consegnati tra il 1978 e il 1984, e ritirati dal servizio il 29 dicembre 2023.
vedi Eurocopter AS 332L
 Iraq
 Islanda
- Guardia costiera islandese

vedi Eurocopter AS 332L1
 Kenya
- Kenya Air Force

20 consegnati dal 1976 ed il 1980, alcuni dei quali sono IAR330L prodotti dalla IAR.
vedi IAR 330L
 Kuwait
- Al-Quwwat al-Jawwiyya al-Kuwaytiyya

12 tra SA 330H e SA 330L consegnati.
vedi Eurocopter AS 332B/L
 Libano
- Al-Quwwat al-Jawwiyya al-Lubnaniyya

vedi IAR 330L
 Malawi
- Malawi Army Air Wing

4 SA 330H consegnati.
 Mali
- Aeronautica militare del Mali

vedi Airbus H215
 Marocco
- Forces royales air

40 SA-330C consegnati dal 1976, 29 dei quali sono in servizio al marzo 2017, ma solo 25 esemplari sono stati aggiornati tra il 2008 e il 2010 dalla rumena IAR allo standard SA-330L.
 Messico
- Fuerza Aérea Mexicana

vedi Eurocopter AS 332L1 Super Puma
 Nepal
 Nigeria
- Nigerian Air Force

vedi Eurocopter AS 332M1
 Paesi Bassi
- Koninklijke Luchtmacht

vedi Eurocopter AS 532U2 Cougar
 Pakistan
- Pakistan Army Aviation Corps

32 SA 330J ricevuti a partire dal 1977.
vedi IAR 330L
 Portogallo
- Força Aérea Portuguesa

12 SA 330S1 in servizio dal 1969 al 2008.
 Qatar
- Qatar Emiri Air Force

1 AS 332F acquisito nel 1983.
 Regno Unito
- Royal Air Force

Nel 1967, la RAF emise un ordine iniziale per 40 SA 330E, prodotti su licenza dalla Westland e ridesignati Puma HC Mk.1, con altri otto elicotteri, per rimpiazzare le perdite, ordinati nel 1979. I primi due HC.1 furono presi in carico il 29 gennaio 1971. Un SA 330J della Prefectura Naval Argentina fu catturato durante la Guerra delle Falkland, spedito in Gran Bretagna, fu inizialmente utilizzato per diversi anni come ausilio statico per l'addestramento nella RAF. Successivamente, venne aggiornato dalla Westland utilizzando parti di un Puma della RAF danneggiato (l'XW215) e, dopo una lunga ricostruzione, entrò in servizio nella RAF come ZE449. Nel 2002, furono acquistati sei SA 330L ex South African Air Force per essere utilizzati come fonte di parti di ricambio in modo da estendere la vita utile degli elicotteri della RAF. Tra il 2012 e il 2014, 24 degli HC1 dell'ordine iniziale furono aggiornati allo standard HC2. Gli ultimi HC2 hanno compiuto gli ultimi voli di addio il 26 e 27 marzo 2025, e radiati dal servizio il 31 dello stesso mese.
- - No. 33 Squadron RAF
  - No. 230 Squadron RAF
  - No. 1563 Flight RAF

 Romania
 Slovenia
 Singapore
- Aeronautica militare della Repubblica di Singapore

22 AS 332M1 Super Puma ricevuti a partire dal 1983. 13 AS 532UL ricevuti a partire dal 1996, uno perso.
 Spagna
- Ejército del Aire

18 AS 332B acquistati tra il 1982 e il 1990, 2 AS 532AL Cougar nel 2005, 3 AS 332C di seconda mano ex francesi nel 2016-2017, e infine 4 nuovi H215 nella nuova configurazione SAR, acquisti tra il 2016 e il 2018.
- Fuerzas Aeromóviles del Ejército de Tierra

 Sudafrica
- Suid-Afrikaanse Lugmag

46 Oryx Mk. I in servizio al marzo 2018. Nel 2002, sei SA 330L furono ceduto alla RAF britannica per essere utilizzati come fonte di parti di ricambio in modo da estendere la vita utile degli elicotteri della RAF.
 Sudan
 Svizzera
- Forze aeree svizzere

15 AS332M1 ordinati in due lotti, consegnati tra il 1988 e il 1993 e costantemente aggiornati negli anni duemila. 12 AS 532UL ordinati nel 1998 e consegnati nel 2001-2002. Due esemplari persi nel 2011 e nel 2016, i 10 in servizio sono stati sottoposti a upgrade dalla svizzera RUAG, tra il 2018 e il 2022.
 Tanzania
- Jeshi la Anga la Wananchi wa Tanzania

2 H215 Super Puma ordinati nel 2017 ed in consegna al 2018.
 Togo
 Turchia
- Türk Hava Kuvvetleri

20 AS 532AL furono ordinati nel 1997 nell'ambito del programma Phoenix II che prevedeva la costruzione su licenza in loco. Consegnati a partire dal maggio 2000, vengono utilizzati per il C/SAR.
- Türk Kara Kuvvetleri

20 AS 532UL ordinati direttamente ad Eurocopter nel 1993, nell'ambito del programma Phoenix I per il quale fu firmato un contratto da 225 milioni di dollari. Ulteriori 10 esemplari furono ordinati nel 1997 nell'ambito del programma Phoenix II che prevedeva la costruzione su licenza in loco. Quattro esemplari persi in incidenti, l'ultimo il 4 marzo 2021.
 Venezuela
- Aviación Militar Venezolana

8 tra AS332B1, AS532AC e AS532UL consegnati nel 1989-1990, 6 in servizio al settembre 2018.
 Zaire